# Derek Eastman
Derek Eastman (født d. 24. januar 1980 i St. Paul, Minnesota) er en amerikansk ishockeyspiller der i sæsonen 2007-08 spiller for Rødovre Mighty Bulls i Superisligaen. Hans foretrukne position på isen er back. 
Derek Eastman har bl.a. spillet i den amerikanske universitets-liga NCAA, samt i ECHL. Han har desuden opnået enkelte kampe i AHL. 
Eastman spillede i sæsonen 2006-07 for Storhamar IL i den norske eliteserie.

## Eksterne links
- Derek Eastmans profil hos NHL.com (engelsk)
- Derek Eastmans profil på Eurohockey.com (engelsk)
- Derek Eastmans profil hos TheAHL.com (engelsk)
- Derek Eastmans profil på Hockeydb.com (engelsk)
- Derek Eastmans profil på Eliteprospects.com (engelsk)